# César Deve Morrer
César Deve Morrer (em italiano:  Cesare deve morire é um filme italiano de 2012 dirigido por  Paolo e Vittorio Taviani. Ganhou o Urso de Ouro no 62º Festival de Berlim.
A peça teatral "Júlio César", de William Shakespeare, é encenada por um grupo de detentos da prisão de segurança máxima Rebibbia, localizada em Roma. Ao mesmo tempo que funciona como registro documental, o filme, vencedor do Urso de Ouro no Festival de Berlim 2012, desenvolve a ficção por trás da trama original.